# IC 5106
IC 5106 — галактика типу E/SB0 () у сузір'ї Павич.
Цей об'єкт міститься в оригінальній редакції індексного каталогу.